# Distribució de Gompertz
En probabilitat i estadística, la distribució de Gompertz és una distribució de probabilitat contínua, anomenada després de Benjamin Gompertz. La distribució de Gompertz s'aplica sovint per descriure la distribució de la vida adulta pels demògrafs i els actuaris. Camps relacionats de la ciència com la biologia i la gerontologia també van considerar la distribució de Gompertz per a l'anàlisi de la supervivència. Més recentment, els científics informàtics també han començat a modelar les taxes de fallada del codi informàtic mitjançant la distribució de Gompertz. A Ciència del Màrqueting, s'ha utilitzat com a simulació a nivell individual per a la modelització del valor de la vida útil del client. En la teoria de xarxes, particularment el model Erdős–Rényi, la longitud de recorreguda d'una caminada aleatòria d'autoevitació (SAW) es distribueix segons la distribució de Gompertz.

## Especificació

### Funció de densitat de probabilitat
La funció de densitat de probabilitat de la distribució de Gompertz és:
{\displaystyle f\left(x;\eta ,b\right)=b\eta \exp \left(\eta +bx-\eta e^{bx}\right){\text{for }}x\geq 0,\,}
on {\displaystyle b>0\,\!} és el paràmetre d'escala i {\displaystyle \eta >0\,\!} és el paràmetre de forma de la distribució de Gompertz. A les ciències actuarials i biològiques i a la demografia, la distribució de Gompertz es parametritza de manera lleugerament diferent (llei de mortalitat de Gompertz-Makeham).

### Funció de distribució acumulada
La funció de distribució acumulada de la distribució de Gompertz és:
{\displaystyle F\left(x;\eta ,b\right)=1-\exp \left(-\eta \left(e^{bx}-1\right)\right),}
on {\displaystyle \eta ,b>0,} i {\displaystyle x\geq 0\,.}